# Terence Young
Stewart Terence Herbert Young (Shanghái, República de China; 20 de junio de 1915-Cannes, Francia; 7 de septiembre de 1994) fue un director de cine del Reino Unido, conocido por dirigir tres de las primeras cuatro películas de la serie de James Bond: Dr No, Desde Rusia con amor y Operación Trueno.

## Biografía
Young nació en la Concesión Internacional de Shanghái, en China, de padres británicos. Sus documentos de registro civil indican que su nombre era Stewart Terence Herbert Young, aunque también utilizó el nombre Shaun Terence Young, y aparece como tal en la base de datos Screenonline del British Film Institute.
El padre de Young era subcomisionado de la Policía Municipal de Shanghái. Su familia regresó a Inglaterra cuando él era un niño y se educó en la Harrow School de Londres. Estudió historia oriental en el St Catharine's College de Cambridge.
Young entró en la industria cinematográfica como guionista, consiguiendo aparecer citado en los créditos de On the Night of the Fire (1939), de Brian Desmond Hurst, que fue elegida como la película británica que participaría en el Festival de Cine de Cannes. Escribió otros guiones para el cortometraje Hurst: A Call for Arms (1940), el largometraje Dangerous Moonlight (1941) y el cortometraje A Letter from Ulster (1942).
Para otros directores, Young escribió Secret Mission (1942) (con un joven James Mason) y On Approval (1944).
Durante la Segunda Guerra Mundial, Young ascendió al rango de capitán del ejército británico y, como oficial de inteligencia de la División Blindada de la Guardia, participó como comandante de tanques en la Operación Market Garden en los Países Bajos y resultó herido.
En 1946, regresó para ayudar a Hurst nuevamente con el guion de Theirs Is the Glory, que contaba la historia de los combates en torno al puente de Arnhem, que era, casualmente, donde vivía Audrey Hepburn de adolescente. Durante el rodaje posterior de la película de Wait Until Dark, protagonizada por Hepburn, ella y Young bromeaban diciendo que él había estado bombardeando a su estrella favorita sin siquiera saberlo.
En la década de 1950, Young dio el salto a la dirección, con varias películas para Irwin Allen y del estudio Warwick Films de Albert R. Broccoli, tales como The Red Beret, con Alan Ladd. Su asociación con Broccoli en dichas cintas fue una de las razones por las que se le ofreció dirigir los dos primeros filmes de James Bond.
«Terence Young era James Bond», escribió Robert Cotton. Había cierta incertidumbre sobre si Young llenaría el perfil de Bond, el erudito y sofisticado asesino que vestía trajes confeccionados en Savile Row. Cotton comentó, al igual que Lois Maxwell en una de las muchas biografías de Connery: «Terence tomó a Sean bajo su tutela. Lo llevaba a cenar y le mostraba cómo caminar, cómo hablar e incluso la forma de comer; muchos de los del elenco nos dimos cuenta que Sean estaba representando el tipo de carácter que Young le había enseñado».
Otras películas posteriores dirigidas por Young fueron Mayerling (1968) e Inchon (1981).
La última película de Young como director fue Run for Your Life (1988) con David Carradine. Young contribuyó al guion de una película de Hong Kong, Foxbat (1977), lo que lo llevó a ser acreditado como codirector de la cinta en algunas regiones. Young fue también el editor de Al-ayyam al-tawila ("Los largos días") (1980), una telenovela iraquí de seis horas sobre la vida de Saddam Hussein, que también lo llevó a ser acreditado como codirector de la misma en algunas regiones.
Murió de un ataque al corazón a la edad de 79 años en Cannes, en la Côsta Azul, en Francia.

## Filmografía
- 1946 Men of Arnhem
- 1948 Corridor of Mirrors
- 1948 One Night with You
- 1949 Woman Hater
- 1950 They Were Not Divided
- 1951 Valley of Eagles
- 1953 The Red Beret
- 1955 That Lady (La princesa de Éboli)
- 1955 Storm over the Nile
- 1956 Safari
- 1956 Zarak
- 1957 Action of the Tiger
- 1958 No time to die
- 1959 Serious Charge
- 1960 Too Hot to Handle
- 1962 Dr. No (James Bond 007)
- 1963 From Russia with Love (James Bond 007)
- 1965 Operación Trueno (James Bond 007)
- 1965 The Amorous Adventures of Moll Flanders
- 1965 The Dirty Game (episodio)
- 1966 The Poppy Is Also a Flower
- 1967 El aventurero
- 1967 Triple Cross
- 1967 Sola en la oscuridad (con Audrey Hepburn)
- 1968 Mayerling
- 1969 L'arbre de Noël
- 1970 De la part des copains
- 1971 Sol rojo
- 1972 The Valachi Papers
- 1974 Le guerriere dal seno nudo
- 1974 The Klansman
- 1977 Foxbat
- 1979 Bloodline
- 1981 Inchon
- 1982 The Jigsaw Man
- 1988 Run for your Life